# Unizm
Unizm – nurt abstrakcji zainicjowany w Polsce przez Władysława Strzemińskiego, wyłożony w publikacji Unizm w malarstwie (1928) oraz w artykułach ogłoszonych w kwartalniku Forma. Nazwa pochodzi od łac. unio, co znaczy 'zjednoczenie'.
Poglądy malarskie Strzemińskiego były dalszą, ostateczną konsekwencją dążenia kilku kierunków plastycznych pierwszej połowy XX wieku, które zerwawszy w malarstwie z tzw. literaturą, tj. z przedstawianiem na obrazie scen z życia, dających się przedstawić także słowami opowiadania, dążyły do plastyki czystej, tj. do działania na widza nie poprzez przedmioty przedstawiane na obrazie, lecz wyłącznie przez elementy plastyczne, a więc kolor, kształt i podział płaszczyzny obrazu.
Strzemiński, budując swoją koncepcję unistyczną, czerpał z suprematyzmu Kazimierza Malewicza i neoplastycyzmu Pieta Mondriana oraz Theo van Doesburga. Za istotną właściwość obrazu uznawana jest płaskość powierzchni, któremu to oczywistemu faktowi zaprzeczano, dając iluzję perspektywy lub iluzję wypukłości kształtów (światłocień). Drugim elementarnym faktem są granice obrazu. W unizmie chodziło o obraz, który byłby jednolity, w którym jego składniki plastyczne (kolor i kształt) byłyby w zgodzie z istotnymi właściwościami obrazu jako płaszczyzny ograniczonej ramą. Kolory i kształty powinny być tak zestrojone ze sobą, żeby nie tworzyły kontrastów i żeby zamykały się doskonale w ramach. Według Strzemińskiego dotychczasowa koncepcja obrazu była dualistyczna, sprzeczna w sobie, oparta na kontrastach (kolorów, kształtów...).
Strzemiński namalował około 10 obrazów unistycznych. Dwie ostatnie kompozycje były jednokolorowe i tylko faktura czyniła je obrazami. Po osiągnięciu tego poziomu unizmu, Strzemiński przestał malować unistycznie i zwrócił się do studium z natury, malując pejzaże.
Oprócz Strzemińskiego kompozycje unistyczne tworzyli Julian Lewin, Samuel Szczekacz i Stefan Wegner.

## Unizm w innych dziedzinach sztuki
Unizm stał się niezwykle owocną inspiracją dla kompozytora Zygmunta Krauzego. Moim celem było właściwie przełożyć teorię Strzemińskiego na dźwięk, przetłumaczyć w swojej muzyce to, co on wymyślił i stworzył.
Inspirował również poetę – Juliana Przybosia. Wychodzę z założeń "unistycznych", dążę do poruszenia każdego poszczególnego poematu jedynym niepowtarzalnym rytmem....